# 西経161度線
西経161度線（せいけい161どせん）は、本初子午線面から西へ161度の角度を成す経線である。北極点から北極海、北アメリカ、太平洋、南極海、南極大陸を通過して南極点までを結ぶ。
西経161度線は、東経19度線と共に大円を形成する。

## 通過する地域一覧
西経161度線は、北極点から南極点まで南に向かって以下の場所を通っている。
| 地理座標                                               | 国土・領土・領海 | 備考 |
| ------------------------------------------------------ | ---------------- | --- |
| 北緯90度0分 西経161度0分 / 北緯90.000度 西経161.000度  | 北極海           | |
| 北緯71度37分 西経161度0分 / 北緯71.617度 西経161.000度 | チュクチ海       | |
| 北緯70度21分 西経161度0分 / 北緯70.350度 西経161.000度 | アメリカ合衆国   | アラスカ州 |
| 北緯64度51分 西経161度0分 / 北緯64.850度 西経161.000度 | ベーリング海     | ノートン・ベイ（英語版） |
| 北緯64度33分 西経161度0分 / 北緯64.550度 西経161.000度 | アメリカ合衆国   | アラスカ州 |
| 北緯64度15分 西経161度0分 / 北緯64.250度 西経161.000度 | ベーリング海     | ノートン湾 - ベスボロ島（英語版）（ アメリカ合衆国アラスカ州、北緯64度7分 西経161度17分 / 北緯64.117度 西経161.283度）の東を通過                                                                                  |
| 北緯63度37分 西経161度0分 / 北緯63.617度 西経161.000度 | アメリカ合衆国   | アラスカ州 — 本土、ハゲマイスター島（英語版） |
| 北緯58度33分 西経161度0分 / 北緯58.550度 西経161.000度 | ベーリング海     | ブリストル湾（英語版） |
| 北緯56度1分 西経161度0分 / 北緯56.017度 西経161.000度  | アメリカ合衆国   | アラスカ州 — クドビン諸島（英語版）、アラスカ半島 |
| 北緯55度26分 西経161度0分 / 北緯55.433度 西経161.000度 | 太平洋           | ウンガ島（ アメリカ合衆国アラスカ州、北緯55度19分 西経160度51分 / 北緯55.317度 西経160.850度）の西を通過 ラカハンガ環礁（英語版）（ クック諸島、南緯10度1分 西経161度4分 / 南緯10.017度 西経161.067度）の東を通過 |
| 南緯10度22分 西経161度0分 / 南緯10.367度 西経161.000度 | クック諸島       | マニヒキ環礁 |
| 南緯10度26分 西経161度0分 / 南緯10.433度 西経161.000度 | 太平洋           | |
| 南緯60度0分 西経161度0分 / 南緯60.000度 西経161.000度  | 南極海           | |
| 南緯78度2分 西経161度0分 / 南緯78.033度 西経161.000度  | 南極大陸         | ロス海属領 - ニュージーランドが領有権主張 |